# Universitatea „Emanuel” din Oradea
Universitatea „Emanuel” din Oradea este o universitate privată, a Uniunii Baptiste din România⁠(en)[traduceți].

## Istoric

Biserica Baptistă Emanuel

Rădăcinile Universității „Emanuel” au fost sădite în 1986, când Biserică Baptistă Numărul 2, a început un institut biblic neautorizat cu scopul de a pregăti viitorii pastori și misionari din România comunistă. În 1989, după căderea regimului comunist, școala, numită pe atunci Școala Prorocilor, a devenit seminar teologic evanghelic. Viziunea universității a fost încă de la începutul anilor 90 o slujire creștină integrată la orice nivel al societății.
Din punct de vedere academic Universitatea „Emanuel” din Oradea este integrată în sistemul național de învățământ sub autoritatea Ministerului Educației, Cercetării și Tineretului din România, prin acreditarea acordată.

## Facultăți
- Teologie baptistă pastorială
- Management
- Muzică
- Asistență socială

Capela Universității Emanuel

- Limba și literatura română-engleză
- Informatică economică

Există 4 specializări postuniversitare (master):
- Teologie pastorală și misiologie
- Management antreprenorial
- Artă muzicală
- Programe și proiecte comunitare în asistență socială

În cadrul universității funcționează și un Departament pentru Învățământ la Distanță, 6 Departamente de Cercetare și o Editură.